# Попов, Лев Сергеевич
Лев Сергеевич Попов (5 марта 1913 — 17 января 1995) — советский авиаконструктор.

## Биография
Окончил МАИ.
В 1935—1991 работал в ЦАГИ, начальник отдела флаттера летательных аппаратов отделения аэроупругости.
Один из создателей (вместе с Е. П. Гроссманом и Я. М. Пархомовским) советской научной школы исследования флаттера.
Доктор физико-математических наук.
Похоронен на Островецком кладбище г. Жуковский.

## Сочинения
- Попов Л. С. О влиянии фюзеляжа и хвостового оперения на вибрации крыла. — Труды ЦАГИ, 1938, вып. 343.
- Альхимович Н. В. и Попов Л. С.-Моделирование флаттера самолёта в аэродинамических трубках(1947).

## Награды
- Сталинская премия 2 степени — за теоретические и экспериментальные исследования в области механики (1948).